# Wyboczenie
Wyboczenie w wytrzymałości materiałów – jest najprostszym przykładem zjawiska gwałtownego przejścia od jednej postaci deformacji – osiowego ściskania pręta, do jakościowo innej postaci deformacji – ściskania mimośrodowego, któremu towarzyszy zginanie pręta. Zjawisko to powoduje gwałtowną i szybko narastającą redystrybucję sił wewnętrznych, przez co jest niebezpieczne dla konstrukcji. Zjawisko wyboczenia jest szczególnym przypadkiem szerszej grupy zjawisk określanych jako utrata stateczności konstrukcji.
W pręcie ściskanym idealnie osiowo i centrycznie, istnieje dokładnie jeden stan deformacji w którym jest zachowana równowaga statyczna. Jeśli jednak uwzględni się wpływ ugięcia na zmianę rozkładu sił wewnętrznych (efekty drugiego rzędu), to możliwe jest drugie rozwiązanie. Istnieje ono jednak tylko wtedy, kiedy siła ściskająca osiąga pewną wartość krytyczną. Ten właśnie stan krytyczny nazywany jest stanem bifurkacji (rozdwojenia) stanów równowagi, gdyż przy dalej rosnącym obciążeniu konstrukcja może albo zachować pierwotną postać (osiowe ściskanie) albo przejść do nowego jakościowo stanu ściskania ze zginaniem (ściskanie mimośrodowe).
W nieidealnych warunkach rzeczywistych pręty zawsze mają pewne niedokładności wykonania, a siły mogą działać ukośnie lub obciążać pręty mimośrodowo. W takiej sytuacji stan giętny istnieje praktycznie od samego początku deformacji, jednak jego skutek jest niewielki aż do momentu, gdy wartości sił stają się zbliżone do krytycznych.
Zjawisko wyboczenia jest na tyle złożone, że zazwyczaj ograniczamy się do określenia siły krytycznej, przy której mogą istnieć dwa pobliskie stany deformacji: osiowy i giętny. Badanie stanów pokrytycznych (nadkrytycznych) wymaga dokładniejszej analizy zjawiska.
Dla prętów smukłych – których długość jest znaczna w porównaniu z rozmiarami przekrojów poprzecznych – utrata stateczności odbywa się w sprężystym zakresie pracy materiału.
Dla prętów krępych – których długość jest niewielka w stosunku do wymiarów przekroju – siła krytyczna wywołuje naprężenia bliskie granicy plastyczności, więc sąsiednia postać giętna musi być rozpatrywana w zakresie niesprężystym. Wyboczenie jest niesprężyste.
Analizy stanu przed krytycznego nie określają jakie będą naprężenia i ugięcia po wyboczeniu, czyli tzw. zachowanie po krytyczne. Z reguły naprężenia po wyboczeniu rosną na tyle, że powodują pojawienie się stref plastycznych lub stref zniszczenia, bez względu na to czy samo wyboczenie miało miejsce jeszcze w zakresie sprężystym.
Obciążenie dopuszczalne {\displaystyle P_{dop}} oblicza się ze wzoru:
{\displaystyle P_{dop}={\frac {P_{kr}}{x_{w}}},}
gdzie:
{\displaystyle P_{kr}} – obciążenie krytyczne,
{\displaystyle x_{w}} – współczynnik bezpieczeństwa.
Innym ważnym parametrem ściskanego pręta, ze względu na wyboczenie jest jego długość wyboczeniowa
{\displaystyle l_{w}={\mu }{l},}
gdzie:
{\displaystyle \mu } – współczynnik zależny od sposobu podparcia (mocowania pręta) na obu końcach,
{\displaystyle l} – długość pręta
oraz smukłość pręta
{\displaystyle \lambda ={\frac {l_{w}}{i_{min}}},}
gdzie:
{\displaystyle i_{min}} – najmniejszy promień bezwładności przekroju wyznaczany ze wzoru:
{\displaystyle i_{min}={\sqrt {\frac {I_{min}}{A}}},}
gdzie:
{\displaystyle I_{min}} – najmniejszy główny centralny moment bezwładności przekroju,
{\displaystyle A} – pole powierzchni przekroju.
Dla większości materiałów, smukłością graniczną dla wyboczenia niesprężystego jest
{\displaystyle \lambda _{gr}=\pi {\sqrt {\frac {E}{R_{h}}}},}
gdzie:
{\displaystyle E} – współczynnik sprężystości wzdłużnej (moduł Younga),
{\displaystyle R_{h}} – maksymalne naprężenie, dla którego można przyjąć ważność prawa Hooke’a (granica sprężystości).
Dla wyboczenia sprężystego można wyznaczyć wartość siły krytycznej ze wzoru (rozwiązanie Eulera):
{\displaystyle P_{kr}=\left({\frac {\pi }{\mu }}\right)^{2}{\frac {EI_{min}}{l^{2}}}=\left({\frac {\pi }{l_{w}}}\right)^{2}EI_{min}.}
Współczynniki μ oraz postacie wyboczenia pręta przy różnych rodzajach podparcia pokazane są na poniższym rysunku: